# Hveragerði

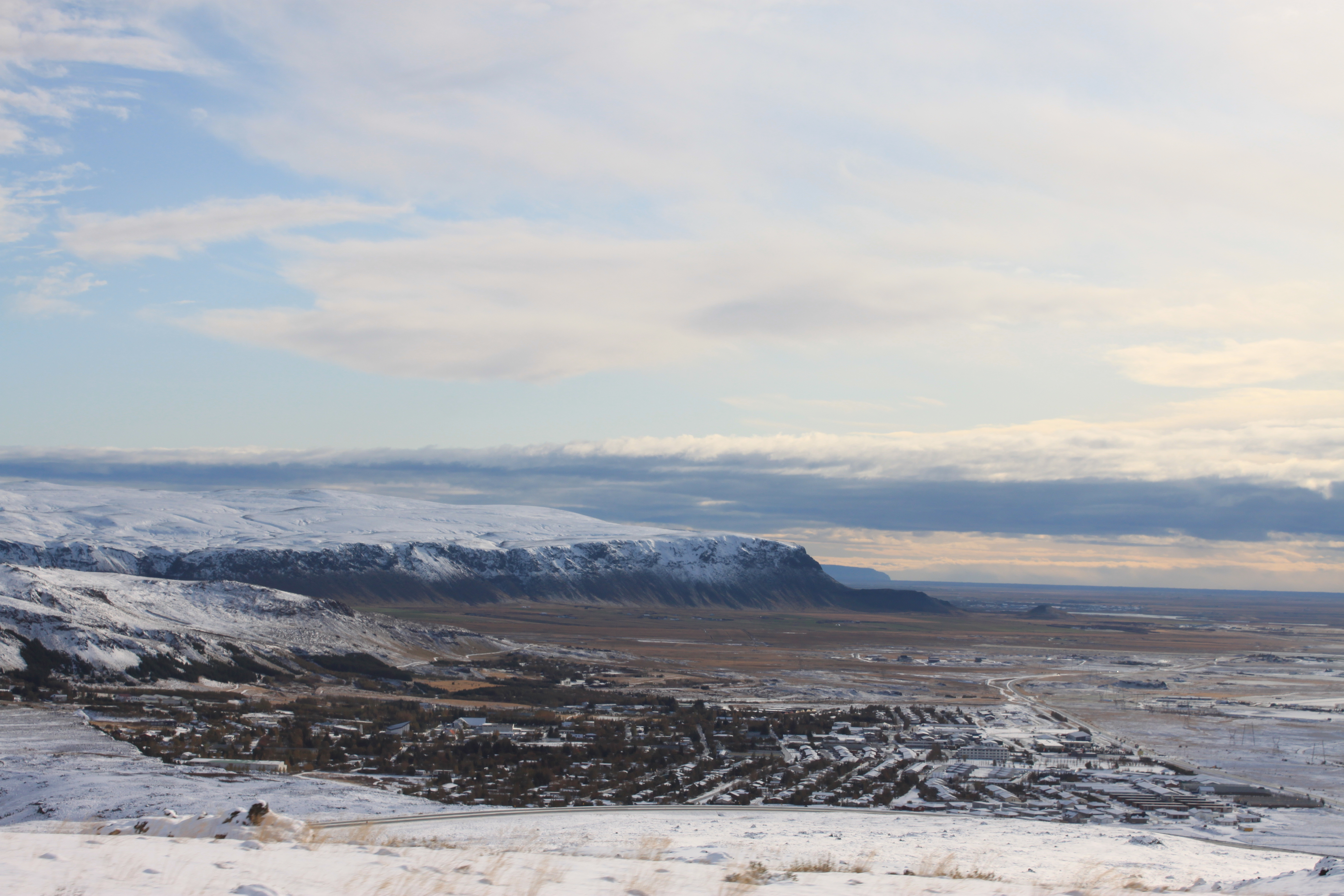
Vy över Hveragerði

Hveragerði är en ort i Suðurland i Island. Den ligger vid landets ringväg och floden Varmá flyter genom orten. Befolkningen uppgick till 2 778 i januari 2021. Hveragerði utgör sedan 1946 en egen kommun, Hveragerðisbær.
Det omgivande området ingår i vulkanen Hengills område, och är geotermiskt aktivt. Området drabbas av ständiga mindre jordskalv. Orten är känd för sina växthus, som värms upp av varmvatten från vulkanens heta källor. Nära kyrkan finns en het källa vid namn Sandhólshver, som skapades under jordbävningen 1896. Inne i orten finns ett inhägnat område fyllt av heta källor och fumaroler.
Söder om orten finns hamnen Þorlákshöfn, som tidigare var huvudsaklig färjehamn på fastlandet för färjan från Västmannaöarna. Sedan 2010 har denna som huvudhamn ersatts av Landeyjahöfn längre österut.

## Bildgalleri

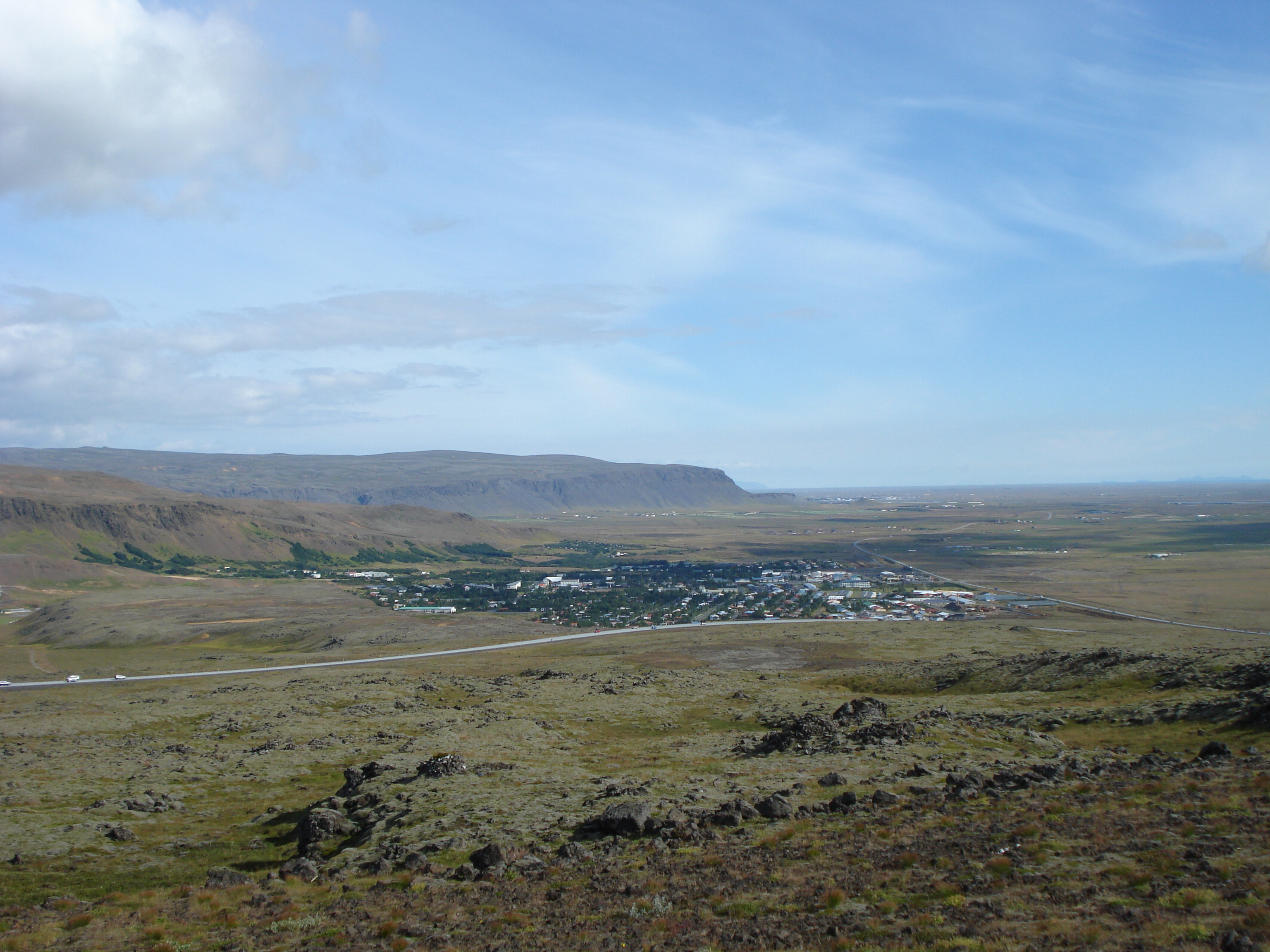
Flygbild av Hveragerði
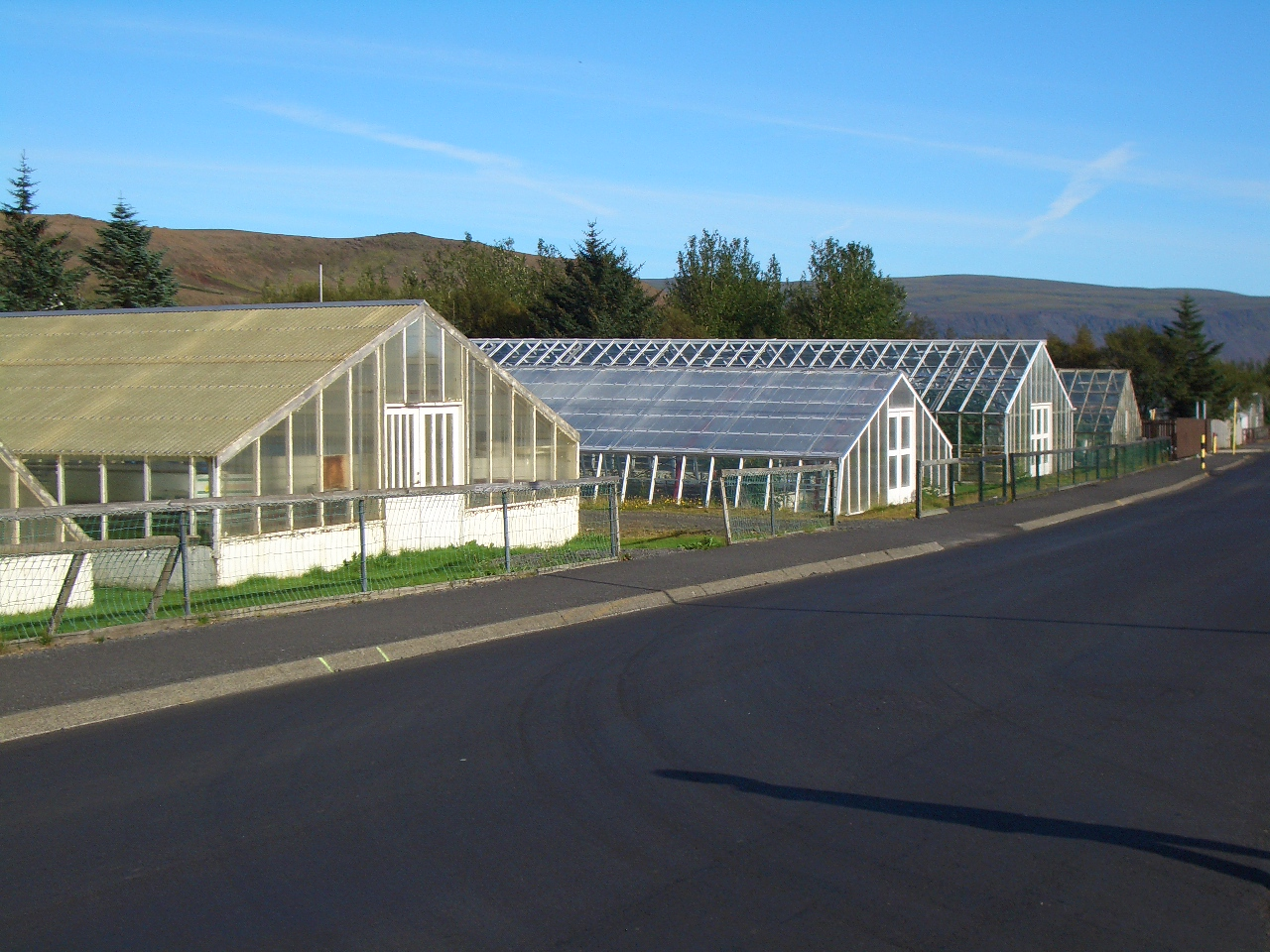
Växthus
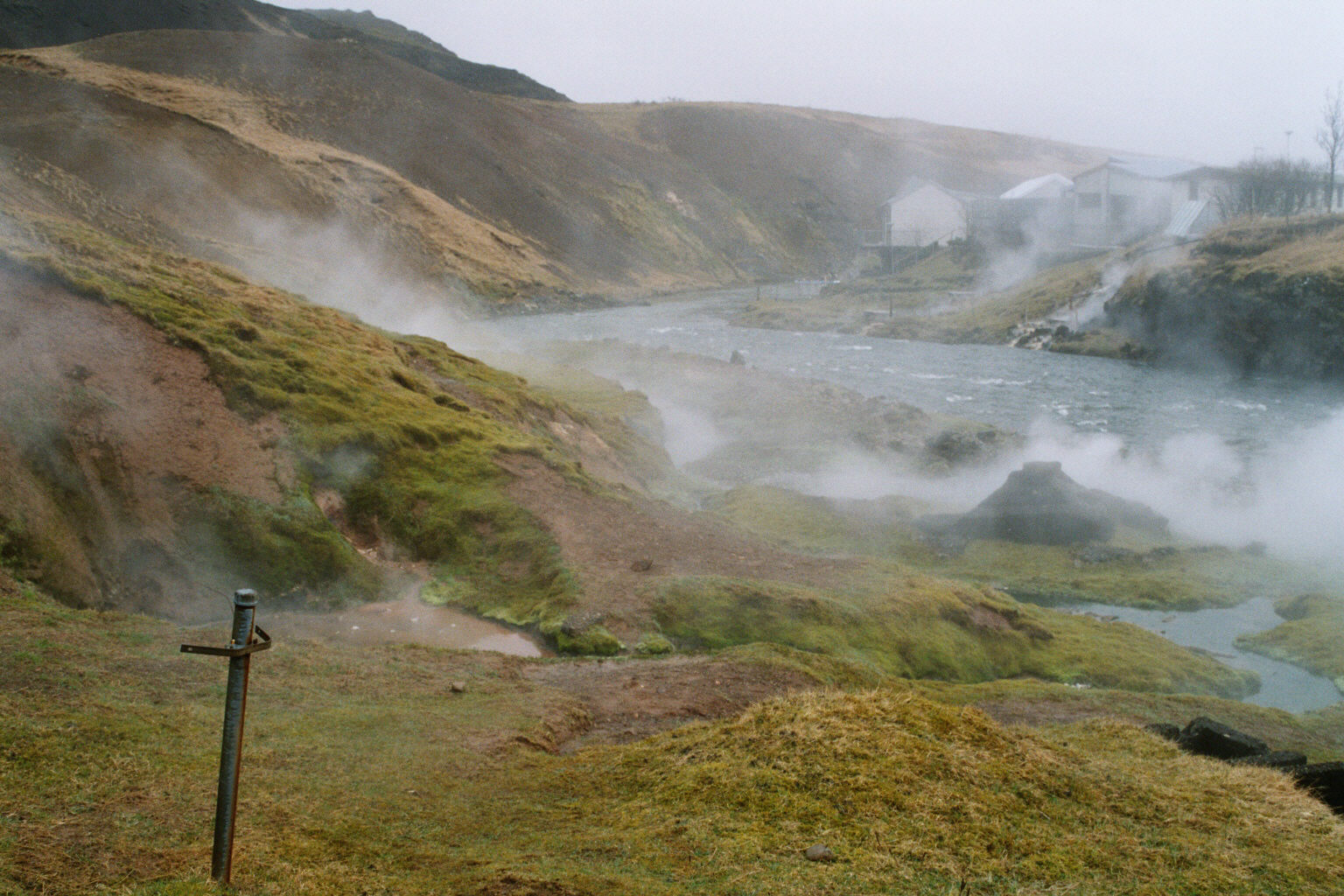
Geotermiskt aktivt område
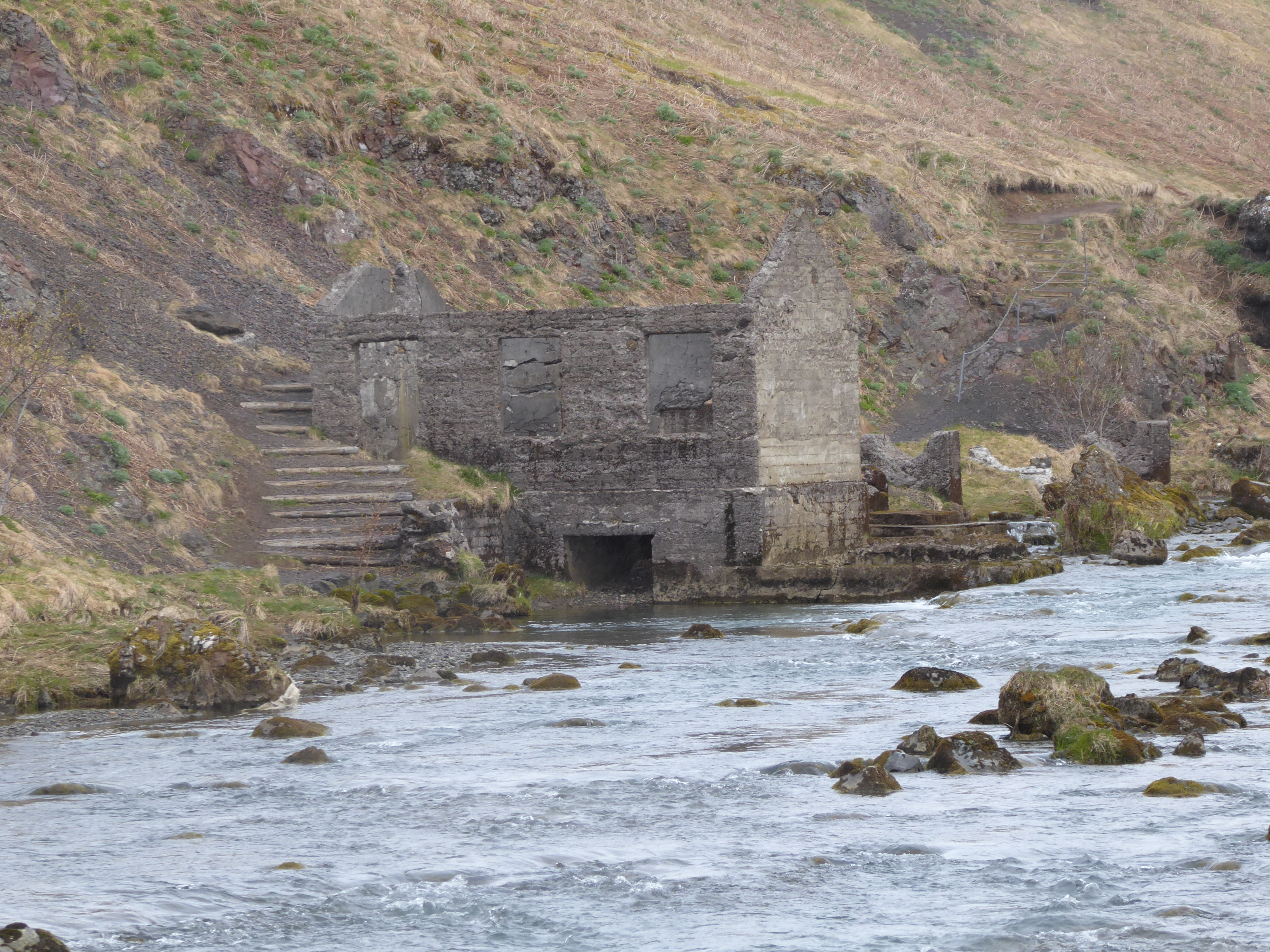
Ruinen efter yllefabriken